# Niki Jenkinsová
Nichole Jenkinsová (* 27. července 1973 Selkirk) je bývalá kanadská zápasnice – judistka.

## Sportovní kariéra
Vrcholově se připravovala v Montréalu pod vedením Hiroši Nakamury. V kanadské ženské reprezentaci se pohybovala od roku 1992 v polotěžké váze do 72 kg. V roce 1996 se kvalifikovala na olympijské hry v Atlantě, kde nepostoupila přes úvodní kolo. V roce 1997 podstoupila operaci ramene. V roce 2000 neuspěla v kanadské nominaci pro start na olympijských hrách v Sydney. V roce 2001 oznámila narození potomka. Je vdaná za bývalého britského judistu Neila Adamse.

## Výsledky
| Turnaj                  | 1993           | 1994           | 1995           | 1996           | 1997           | 1998 | 1999 |
| Turnaj                  | 20             | 21             | 22             | 23             | 24             | 25   | 26   |
| Turnaj                  | polotěžká váha | polotěžká váha | polotěžká váha | polotěžká váha | polotěžká váha |      |      |
| ----------------------- | -------------- | -------------- | -------------- | -------------- | -------------- | ---- | ---- |
| Olympijské hry          |                |                |                | úč.            |                |      |      |
| Mistrovství světa       | úč.            |                | úč.            |                | —              |      | úč.  |
| Panamerické hry         |                |                | ?              |                |                |      | 2.   |
| Panamerické mistrovství |                | 3.             |                | 1.             | —              | 3.   | —    |